# ميغالي فريسي (فثيوتيس)
ميغالي فريسي (Μεγάλη Βρύση) هي مدينة في فثيوتيس في مقاطعة كينتريكي إلادا في اليونان.